# مايلز جي. بروير
مايلز جي. بروير (بالإنجليزية: Miles J. Breuer)‏ (3 يناير 1889، شيكاغو في الولايات المتحدة - 14 أكتوبر 1945، لوس أنجلوس في الولايات المتحدة)؛ روائي أمريكي.